# 你往何處去
《你往何處去》（拉丁語：Quo Vadis）是波蘭作家亨利克·顯克微支的歷史小說，記述羅馬帝國尼祿時期的一段歷史，描寫了在尼祿王統治下的社會。
《你往何處去》於1895年出版。根據瑞典學院常任秘書C·D·奧·威爾森的〈頒獎辭〉，出版一年內《你往何處去》英譯本僅英、美兩國就銷售了八十萬冊，波蘭史專家布魯克納教授則在1901年估計，這本書僅英、美兩國就銷售了兩百萬本。到1905年顯克維支獲得諾貝爾文學獎時，《你往何處去》已經有了三十種以上的各語言譯本。
根據法國文學批評家及歷史學家喬治·亞伯·洛萊克的研究，《你往何處去》大部份是在聖摩爾及布列塔尼寫成，由於顯克維支平常對基督教的起源、歷史學、考古學皆已有淵博知識，本書成書相當快。

## 改編作品
- 《暴君焚城錄（英语：Quo Vadis (1951 film)）》：1951年好萊塢電影。
- 《帝皇密令》：波蘭在2001年改編自本小說的電影。